# Lunzig
Lunzig ist ein Ortsteil von Langenwetzendorf im thüringischen Landkreis Greiz.

## Geographie
Lunzig liegt unweit der Bundesstraße 92 (Gera–Greiz) an der Leubatalsperre. Im näheren Umkreis ist der Lunzigberg mit 386,7 Metern die höchste Erhebung.
Zur Gemeinde Lunzig gehörte auch der Ortsteil Kauern.

## Geschichte
Erstmals urkundlich erwähnt wurde Lunitzk (slawisch: „Ort, wo es Habichte gibt“) 1462 im Zusammenhang mit Zinszahlungen an das Kloster Cronschwitz. Die Lunziger Ringwallanlage stammt aus dem letzten Drittel des 14. Jahrhunderts und umschloss ursprünglich eine Burg, die sich südlich vom Rittergut befand. 1995 fand man bei Arbeiten Keramik aus dem 14. bis 16. Jahrhundert. Die Befestigungsanlage war ein hoch- bis spätmittelalterlicher Herrensitz. Eine Eiche mit etwa 6 Meter Stammumfang steht auf dem gut erhaltenen Wall. Auch der Graben und der Burghügel sind gut erhalten.
Dagegen wird die Lunzigmühle an der Leuba 1744 erstmals urkundlich erwähnt. Seit wann es diese ehemalige Gutsmühle eigentlich gab, ist ungewiss. Bekannt ist aber, dass sie schon um 1616 zu Beginn des Krieges existierte, aber nicht urkundlich nachgewiesen. 1679 wurde ein Pachtmüller in Lonzig genannt. 1948/1949 wurde die Mühle erweitert. Bis 1968 konnte noch gemahlen werden, dann folgte der Schrotbetrieb. Mit der Wende wurde der Futtermittelverkauf eingestellt und der Besitzer ging in den Ruhestand.
Am 1. Oktober 1922 wurde Lunzig mit dem Nachbarort Hain zur Gemeinde Lunzig-Hain zusammengeschlossen. Zum 1. April 1924 wurden beide Orte wieder eigenständig. Am 1. Juli 1950 wurde Kauern eingegliedert.
Am 31. Dezember 2013 wurde Lunzig nach Langenwetzendorf eingemeindet, und die Verwaltungsgemeinschaft Leubatal wurde gleichzeitig aufgelöst.

### Einwohnerentwicklung
Entwicklung der Einwohnerzahl (31. Dezember):
| - 1994: 192 - 1995: 193 - 1996: 193 - 1997: 192 - 1998: 197 - 1999: 193 | - 2000: 192 - 2001: 187 - 2002: 185 - 2003: 187 - 2004: 178 - 2005: 177 | - 2006: 176 - 2007: 172 - 2008: 164 - 2009: 161 - 2010: 162 - 2011: 164 | - 2012: 159 - 2018: 141 |

 Datenquelle: Thüringer Landesamt für Statistik

## Sehenswürdigkeiten
- Ringwallanlage Lunziger „Wal“ mit benachbartem Herrenhaus, dem Rest des „Karstätt-Schlosses“ des sagenhaften Junkers Karstätt, der Ende des 17. Jh. unter Prinz Eugen Offizier im Türkenkrieg war. Von der Ringwallanlage ist der Graben und der Wall mit einer darauf stehenden riesigen Eiche (Naturdenkmal) erhalten[5].

## Regelmäßige Veranstaltungen
Jährlich im Juli findet der traditionelle Lunziger Bauern- und Trödelmarkt statt.

## Sohn des Ortes
- Johann Michael Gottlob Böhme (1772–1850), Orgelbauer